# Damian Cardoso
Damian Cardoso (* 24. April 1984) ist ein südafrikanischer Eishockeyspieler, der zuletzt bis 2013 bei den Johannesburg Scorpions in der Gauteng Province Hockey League spielte.

## Karriere
Damian Cardoso begann seine Karriere bei den Johannesburg Blades. Set 2002 spielte er beim Lokalrivalen Johannesburg Scorpions in der Gauteng Province Hockey League, einer der regionalen Ligen, deren Sieger den südafrikanischen Meistertitel ausspielen.

### International
Cardoso stand bereits bei den U18-Weltmeisterschaften 2001 und 2002 in der Division III sowie den U20-Turnieren 2002 in der Division III und 2003 und 2004 in der Division II für sein Heimatland auf dem Eis.
In der Herren-Nationalmannschaft debütierte er bei der Weltmeisterschaft 2002 in der Division II. Auch 2004, 2009 und 2012 spielte er für die Springboks in der Division II. Nach zwischenzeitlichem Abstieg nahm er 2011 an der Division III teil, erreichte mit seinem Team aber den sofortigen Wiederaufstieg.
Bei der U18-Weltmeisterschaft 2013 betreute er die südafrikanische U18 in der Division III als Assistenztrainer.

## Erfolge und Auszeichnungen
- 2002 Aufstieg in die Division II bei der U18-Weltmeisterschaft der Division III
- 2003 Aufstieg in die Division II bei der U20-Weltmeisterschaft der Division III
- 2011 Aufstieg in die Division II, Gruppe B, bei der Weltmeisterschaft der Division III